# マカディカディ塩湖
座標: 南緯20度43分0秒 東経24度57分3秒 / 南緯20.71667度 東経24.95083度

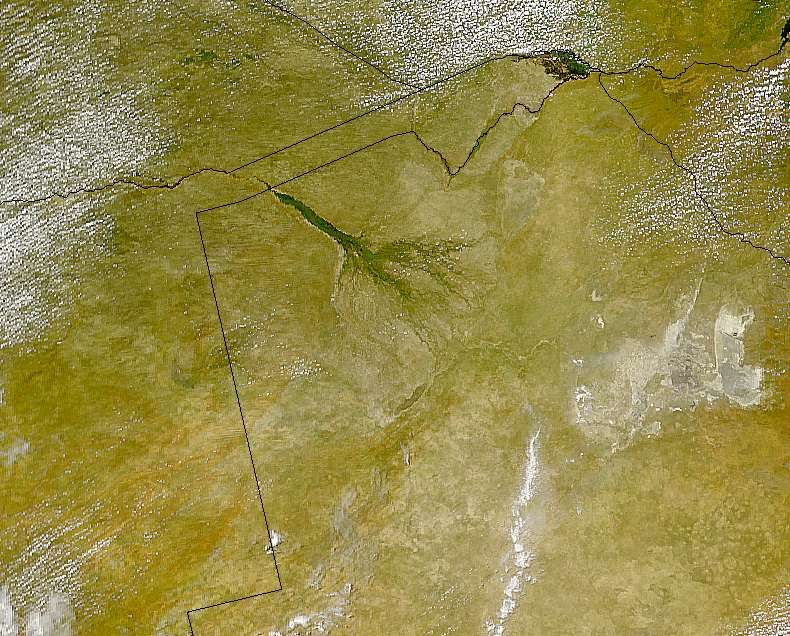
画像右手の東西に伸びる白い部分がマカディカディ塩湖である

マカディカディ塩湖（マカディカディえんこ、Makgadikgadi Pan）は、ボツワナ北部、カラハリ砂漠に広がる塩湖。マカリカリ塩湖とも呼ばれる。雨季にのみ水がたまるが、普段は乾燥した塩類平原が広がっている。面積16,057平方キロメートル。世界最大の塩類平原のひとつである。

## 地理
マカディカディ塩湖はスア・パン、ントウェトウェ・パン、ンサイ・パンの3つに分かれている。一年の大半は塩に覆われた乾燥した白い平原となっているが、雨季には水がたまる。塩湖の主な水源はジンバブエのブラワヨ周辺から流れてくるナタ川である。また、水量は少ないがオカバンゴ・デルタから流れてくるボテティ川からも水が注ぎ込む。
かつてカラハリ砂漠には現在の4倍、6万平方キロメートルに及ぶマカディカディ湖と呼ばれる巨大淡水湖があったが、干上がり縮小し、やがてマカディカディ塩湖を残して消滅した。湖が干上がった理由は地殻変動による説と、気候変動による説の2つが唱えられている。マカディカディ塩湖周辺には石器が豊富に出土し、完新世初期にはすでに人間が居住していたと考えられている。
マカディカディ塩湖には塩と水、それに草を求めさまざまな動物がやってくる。ヌーなどの移動性の動物も多く、またマカディカディはアフリカ最大のシマウマの生息地である。渡り鳥の繁殖地でもあり、雨季にはモモイロペリカンやフラミンゴ、チドリ類などがやってくる。ダチョウの姿もよくみられる。

## 観光と自然保護
マカディカディ塩湖は全域がマカディカディ国立公園に指定されており、人間の介入は最小限に抑えられている。一部では家畜の侵入を防ぐためのフェンスも建設されている。一方で、1991年にはスア・パンにおいて塩とソーダの採掘が開始され、ボツワナ鉄道によってスア・パンとフランシスタウンとを結ぶ165キロメートルの貨物用の鉄道新線も開業した。ナタ川からの過度の灌漑用水の取水や、フラミンゴの繁殖を妨げる観光用のバイクやオフロード車の走行、国立公園内での違法狩猟も問題となっている。
ンサイ・パン地域はンサイ・パン国立公園として別に指定を受けており、ヌーやシマウマを見ることができる。
マカディカディ塩湖にはいくつかのキャンプサイトが設置されており、マウンやフランシスタウンなどの近隣諸都市からアクセスできる。